# V-Sido OS
『V-Sido OS』（ブシドー OS）とは、吉崎航の開発した人型ロボット制御用のソフトウェアである。

## 概要
従来は、ロボット開発者がロボットの関節などの制御を0.05秒単位で細かく調整していたがこれらを自動で行ってくれる為、容易にロボットを安定して動かせるようになった。具体的には、クラタスに搭載されている他、「Pepperとも連携できるとして」いるという。
転倒防止のためにリアルタイムで重心及びゼロモーメントポイントを計算し、自動的に姿勢を補正している。
V-Sido OSの利用は原則的に企業向けのライセンス販売、ライセンス提供のみに限定されている。

## 採用ロボット
- バンブルビー ツーオー(タカラトミー)
- バンブルビー クォーター(タカラトミー)
- G-ROBORS GR-001(エイチピーアイジャパン)
- SE-01(佐川電子)

頭部や手などの外装に「ドルフィー・ドリーム」のパーツを使用した人型ロボット。身長約57cm、重量約1.6kgで自由度は27。
- DOKA ROBO(富士建)
- J-deite Quarter(BRAVE ROBOTICS)
- アクトロイド(ココロ)
- I-FAIRY(ココロ)
- ASRA C1(アスラテック)
- クラタス(水道橋重工)[6]

## 関連製品
- V-Sido CONNECT

ロボット制御用のマイコンボード。V-Sido OSの一部の機能を搭載している。具体的な出荷時期は未定。
- V-Sido CONNECT RC

「V-Sido CONNECT」のリリース候補版（Release Candidate版）。正式版の「V-Sido CONNECT」で実装予定の機能の幾つかには未対応となっている。対応ロボットは2016年8月時点では「GR-001」と「DARWIN-MINI」の2つで、今後の予定としては近藤科学の「KHR-3HV」への対応を検討している。

## 関連ソフトウェア
- V-Sido Lite

「V-Sido OS」を利用してロボットを動かせるWindowsアプリケーション。マウスで画面内のCGを動かしてロボット全身の動きを生成できる。非商用利用に限り無償で利用でき、サポートは無し。対応ロボットは「GR-001」のみ。
- VSidoConn4Rasp2

Raspberry Piと「V-Sido CONNECT RC」を接続して、JavaScriptで「GR-001」を制御するための開発プラットフォーム。GitHub上で公開されている。
- Web Controller for V-Sido CONNECT

「V-Sido CONNECT」を搭載したロボットをインターネット越しに遠隔操作するための開発プラットフォーム。WebRTCやWebGLといった技術が使われている。